# ستاریشینو
ستاریشینو (به بلغاری: Stareyshino) یک منطقهٔ مسکونی در بلغارستان است که در شهرستان کیرکوفو واقع شده‌است.